# Nikolaj Coster-Waldau
Nikolaj Coster-Waldau (phát âm tiếng Đan Mạch: [neɡolaj kʌsdɐ ˈvaldɑw]; sinh ngày 27 tháng 7 năm 1970) là một diễn viên kiêm biên kịch và nhà sản xuất phim người Đan Mạch. Anh tốt nghiệp trường Sân khấu điện ảnh quốc gia Đan Mạch tại thủ đô Copenhagen năm 1993. Tác phẩm đưa Coster-Waldau đến với công chúng tại quê nhà là vai diễn trong phim Nightwatch (1994). Bắt đầu từ đây, anh góp mặt nhiều hơn trong các phim ở khu vực châu Âu, có thể kể đến như Headhunters (2011) và A Thousand Times Good Night (2013).
Tại Hoa Kỳ, phim điện ảnh đầu tiên mà anh tham gia là Black Hawk Down (2001). Sau nhiều năm, Nikolaj trở nên nổi tiếng với vai Jaime Lannister trong loạt phim cổ trang Game of Thrones của đài HBO.

## Đời tư
Coster-Waldau kết hôn với diễn viên, ca sĩ Nukâka năm 1998. Cặp đôi đã có hai con gái là Filippa (sinh tháng 10 năm 2000) và Safina (sinh tháng 11 năm 2003).

## Đề cử và giải thưởng
| Năm  | Giải thưởng                      | Hạng mục                                                      | Tác phẩm        | Kết quả   | Chú thích |
| ---- | -------------------------------- | ------------------------------------------------------------- | --------------- | --------- | --------- |
| 1994 | Bodil Awards                     | Best Actor                                                    | Nightwatch      | Đề cử     |           |
| 1999 | Robert Awards                    | Best Actor                                                    | Wildside        | Đề cử     | [ 4 ]     |
| 2003 | Robert Awards                    | Best Actor                                                    | The Bouncer     | Đề cử     | [ 5 ]     |
| 2011 | Scream Award                     | Best Ensemble                                                 | Game of Thrones | Đề cử     | [ 6 ]     |
| 2011 | Screen Actors Guild Award        | Best Ensemble in a Drama Series                               | Game of Thrones | Đề cử     | [ 7 ]     |
| 2013 | People's Choice Awards           | Favorite TV Anti-Hero                                         | Game of Thrones | Đề cử     | [ 8 ]     |
| 2013 | Critics' Choice Television Award | Best Supporting Actor in a Drama Series                       | Game of Thrones | Đề cử     | [ 9 ]     |
| 2013 | Satellite Awards                 | Best Supporting Actor – Series, Miniseries or Television Film | Game of Thrones | Đề cử     | [ 10 ]    |
| 2013 | Saturn Award                     | Best Supporting Actor on Television                           | Game of Thrones | Đề cử     | [ 11 ]    |
| 2013 | Gold Derby Awards                | Best Drama Supporting Actor                                   | Game of Thrones | Đề cử     | [ 12 ]    |
| 2013 | Screen Actors Guild Award        | Best Ensemble in a Drama Series                               | Game of Thrones | Đề cử     | [ 13 ]    |
| 2014 | Screen Actors Guild Award        | Best Ensemble in a Drama Series                               | Game of Thrones | Đề cử     | [ 14 ]    |
| 2015 | Screen Actors Guild Award        | Best Ensemble in a Drama Series                               | Game of Thrones | Đề cử     | [ 15 ]    |
| 2015 | Empire Awards                    | Empire Hero Award (cùng với dàn diễn viên)                    | Game of Thrones | Đoạt giải | [ 16 ]    |
| 2016 | Screen Actors Guild Award        | Best Ensemble in a Drama Series                               | Game of Thrones | Đề cử     | [ 17 ]    |
| 2017 | Zulu Award                       | Best Actor                                                    | Game of Thrones | Đề cử     | [ 18 ]    |